# Чрни Врх (Доброва–Полхов Градец)
Чрни Врх (словен. Črni Vrh) је насељено место у општини Доброва–Полхов Градец, Средњесловенска регија, Словенија.

## Историја
До територијалне реорганизације у Словенији била је у саставу града Љубљане, односно стара општина Вич–Рудник.

## Становништво
У попису становништва из 2011. године, Чрни Врх је имао 296 становника.
| Број становника према пописима | Број становника према пописима | Број становника према пописима |
| ------------------------------ | ------------------------------ | ------------------------------ |
| 1991                           | 2002                           | 2011                           |
| 260                            | 279                            | 296                            |

Напомена: Године 2016 извршена је мања размена територија између насеља Чрни Врх и Смолник.